# Dominik Pacovský
Dominik Pacovský (* 8. červen 1990, Praha, Československo) je bývalý český hokejový útočník.

## Kariéra
Svou hokejovou kariéru začal ve Spartě. Hrál zde i juniorskou extraligu. V sezoně 2007-08 poprvé účinkoval v seniorské soutěži za HC Roudnice nad Labem, která působila v české 3. nejvyšší soutěži. Odehrál zde 2 zápasy, ale nepřipsal si žádný kanadský bod. V příští sezoně 2008-09 se stěhoval do Kanady do WHL, kde nastupoval v barvách týmu Kootenay Ice. Odehrál zde i celou následující sezonu. V sezoně 2010-11 se vrátil zpátky do Čech. Ještě stále hrál za juniorku, ale už si připsal i prvních 21 startů za A-tým Sparty. V této sezoně hrál i v Berouně 2. nejvyšší českou soutěž. V další sezoně už nastupoval za sparťanské "áčko" prakticky stále a v 55 zápasech si připsal dohromady 30 bodů.
V sezoně 2012-13 se ale jeho vytíženost v hlavním týmu Sparty snížila - nastoupil pouze ke 40 zápasům. Sezonu 2013-14 začínal opět ve Spartě, ale v říjnu odešel do Lva Praha, se kterým podepsal dvoucestný kontrakt do konce sezony. Z ELH odešel do KHL. Ve Lvu nastupoval spíše sporadicky. Odehrál 19 zápasů v základní části, v nichž si připsal jeden gól a jednu asistenci. V play-off nastoupil pouze k jednomu utkání. Před další sezonou 2014-15 odešel do BK Mladá Boleslav, která se vrátila do extraligy. V základní části hrál ve 45 zápasech, v nichž si připsal 16 bodů (12+4). V play-off odehrál všechny zápasy za Boleslav, která v předkole play-off vyřadila Plzeň. V prvním kole play-off narazila Boleslav na Třinec, se kterým po důstojné sérii vypadla.

## Reprezentace
Zatím nastupoval pouze za reprezentační výběry mládežnických kategorií - 16, 17, 18, 20. Svůj premiérový reprezentační start zaznamenal za 16 v létě roku 2005 na turnaji na Slovensku. Hrál i na šampionátu 1. divize 18 v roce 2008 a pomohl českému týmu postoupit zpět mezi juniorskou elitu. Na šanci v seniorském národním týmu zatím stále čeká.